# Kaşık Adası
Kaşık Adası (türkisch kaşık ‚Löffel‘, ada ‚Insel‘; wörtlich also ‚Löffelinsel‘, griechisch Πίτα Pita) ist eine unbewohnte Insel der Prinzeninseln bei Istanbul und gehört zum Bezirk Adalar. Das Eiland liegt zwischen Burgazada und Heybeliada und erhielt seinen Namen aufgrund seiner Form.
Nachdem die Insel mehrmals den Besitzer gewechselt hat, ist sie heute für die Öffentlichkeit gesperrt. So soll, neben Umweltschutzaspekten, auch verhindert werden, dass illegale Landnahme und Bebauung stattfindet.